# Rina (cantante)
Rina Balaj, nota semplicemente come Rina (Peć, 27 gennaio 1999), è una rapper e cantante kosovara di etnia albanese.

## Biografia
È nata a Peć, in Kosovo, ed è apparsa sulla scena musicale per la prima volta nel 2015 partecipando a X Factor Albania, per poi raggiungere il successo con commerciale nel 2018 con la pubblicazione dei suoi primi singoli discografici. In particolare, Gigi ha raggiunto la 2ª posizione della classifica greca dei singoli.

## Discografia

### Album in studio
- 2020 – MM (con Sin Boy)
- 2021 – Balerina

### Singoli
- 2018 – Per ty
- 2018 – Ska konkurenc (feat. Fero)
- 2018 – Ashiqare (feat. Antino Antani)
- 2018 – Mami
- 2018 – Gigi (feat. Sin Boy)
- 2018 – Fly (feat. Fuego)
- 2019 – Ilegal
- 2019 – Qikat (feat. Adelina Ismajli)
- 2019 – Jumanji (feat. Blake)
- 2019 – Ideal (feat. Koston)
- 2019 – Meredith
- 2020 – Sari (con Sin Boy)
- 2020 – Fallin in Love (con Sin Boy)
- 2020 – Zjarr
- 2020 – Aquarius
- 2021 – Cali
- 2021 – Addiction
- 2021 – Aver
- 2022 – Si ti
- 2022 – Daddy
- 2022 – Demon
- 2022 – Aquarius
- 2023 – E kalume
- 2023 – Fullerante
- 2023 – Ça je (con The Victor)
- 2023 – Dirty Move (con Capital T ed Eaz)
- 2023 – Du (con Elinel)
- 2023 – Rude&Soft
- 2024 – Slay
- 2024 – Jena dasht (con Rzon e Marin)
- 2024 – Edhe sa lot
- 2024 – DashuRinë (con Rzon)
- 2024 – Vibe (con Fuego)
- 2024 – Kanarina
- 2024 – Bobo (con Gesko)
- 2024 – Te dy (con Matolale)
- 2024 – OMW (con Ardian Bujupi)
- 2025 – Qika

### Collaborazioni
- 2017 – Janari (Endri feat. Rina)
- 2018 – Down on Me (K Koke feat. Rina)